# Goodモーニング
Goodモーニング（グッドモーニング）は、東北放送（TBCラジオ）で放送されている朝の生ワイド番組。放送時間は平日 6:30 - 8:00。

## 沿革
- 1996年4月 - 放送開始。パーソナリティは鈴木俊光アナウンサー（当時）で「おはようワイド 鈴木俊光Goodモーニング」（おはようワイド すずきとしみつグッドモーニング）。アシスタントは笠野真理絵だった。
- 2001年4月 - 鈴木アナウンサーが「ニュースの森 TBC」キャスターに転身のため降板。渡辺敏之アナウンサー（当時）に交代となり、タイトルも「おはようワイド なべさんのGoodモーニング」（おはようワイド なべさんのグッドモーニング）に変更。
- 2002年3月 -  一度終了。翌月より「おはようワイド Yes!! Morning!」（田沼佳之アナウンサー（当時）と山田典子）が始まる。
- 2003年4月 - 「おはようワイド Goodモーニング」が復活。
  - 当時のパーソナリティは月曜 - 木曜が鈴木アナウンサーと中野文恵アナウンサー（当時）（2005年4月から斉藤光子に交代）。金曜が若生哲旺アナウンサーと佐藤智恵子。
- 2006年4月 - パーソナリティが月曜 - 木曜が若生アナウンサーと三浦貴子、金曜が佐々木淳吾アナウンサーと佐藤智恵子に変更。
- 2007年10月 - 金曜パーソナリティが佐藤修アナウンサーに変更
- 2008年
  - 4月　- 金曜パーソナリティが若生アナウンサーに変更で月曜から金曜担当。
  - 10月 - メインパーソナリティが若生アナウンサーから根本宣彦アナウンサーに変更。月曜から木曜担当の三浦貴子が月曜から水曜に。金曜担当の佐藤智恵子が木曜から金曜に担当曜日が変更となった。ラジオカー担当だった高橋亜由美が降板により、ラジオカーリポートが終了となった。情報強化によりニュース・気象・交通情報メインの編成となる。
- 2010年4月 - アシスタントが三浦貴子が月曜のみの担当となり、火曜、水曜に長田洋子が新たに加わる。タイトルも「根本宣彦Goodモーニング」（ねもとのりひこ グッドモーニング）となる。
- 2013年4月 - 月曜担当の三浦貴子が降板、月曜・火曜が菊地舞美が加わり、長田洋子は水曜担当に変更となる。
- 2014年
  - 4月 - 月曜・火曜担当の菊池舞美が降板、月曜・火曜が水曜担当だった長田洋子、水曜から金曜は佐藤智恵子に変更となる。
  - 10月 - メインパーソナリティの根本宣彦の担当曜日が月曜 - 水曜に変更し、タイトルも「Goodモーニング 根本です」（グッドモーニング ねもとです）に変わる。木曜、金曜のメインパーソナリティが新たに飯野雅人アナウンサーが担当となり、「Goodモーニング 飯野です」（グッドモーニング いいのです）となる。
- 2015年3月 - 根本の担当曜日が月曜、火曜。飯野の担当曜日が水曜 - 金曜に変更
- 2016年3月 - 根本アナウンサーが降板し、松尾武アナウンサーが月曜、火曜担当となり、タイトルも「Goodモーニング 松尾です」（グッドモーニング まつおです）となる。[1]。
- 2017年4月 - 飯野アナウンサーが降板し、月曜 - 水曜は松尾アナウンサーが月曜 - 水曜担当、守屋周アナウンサーが木曜、金曜はとなり、タイトルも「Goodモーニング 守屋です」（グッドモーニング もりやです）となる。
- 2018年10月 - 放送時間が5分短縮されて8:55終了となった。
- 2020年10月 - 守屋アナウンサーが降板し、松尾アナウンサーの担当を月曜 - 木曜に拡大。金曜は根本アナウンサーが4年半ぶりに復帰。タイトルのパーソナリティ冠が廃止され、単に「Goodモーニング」（グッドモーニング）となる。アシスタントの長田と佐藤が揃って降板し、月曜 - 水曜を三浦菜摘アナウンサー、木曜・金曜を野口美和アナウンサーが担当する。放送終了をそれまでの8:55から8:30に繰り上げる。
- 2021年10月 - アシスタントの三浦・野口が降板。後任は立てず、松尾および根本の単独進行となる。
- 2022年7月 - 松尾アナウンサーが降板し、根本アナウンサーの担当を木曜と金曜に拡大。1年9ヶ月ぶりに守屋アナウンサーが復帰し月曜 - 水曜の担当となる。
- 2023年
  - 4月 - 松尾が守屋と入れ代わる形で（月曜 - 水曜担当として）番組に復帰。
  - 10月 - 松尾が降板。月曜日を坂寄直希アナウンサー、火曜・水曜を玉置佑規アナウンサーがそれぞれ担当。放送終了を8:30から8:00へ繰り上げ。
- 2025年4月 - 飯野が坂寄と入れ替わる形で8年ぶりに当番組に復帰。坂寄は同時間帯にテレビで放送のウォッチン!みやぎへ回る。玉置が降板して村上晴香アナウンサーが金曜日を担当。根本の担当日を水曜・木曜に変更。

## 出演者

### パーソナリティ
- 飯野雅人アナウンサー（月曜 - 火曜）
- 根本宣彦アナウンサー（水曜 - 木曜）
- 村上晴香アナウンサー（金曜）

### コメンテーター
ニュースクローズアップのコーナーに出演する。
- （月）
  - 伊鹿倉正司（東北学院大学経済学部教授）
  - 石垣茂光　（東北学院大学法学部教授）
- （火）
  - 田中史郎（宮城学院女子大学教授）
  - 石丸整（毎日新聞 仙台支局長）
- （水）藤野清光（時事通信社 仙台支社長）
- （木）
  - 河村和徳（東北大学大学院情報科学研究科准教授）
  - 石山敬貴（元衆議院議員、東北大学大学院農学研究科助教）
- （金）林正夫（ファイナンシャルプランナー）

| 期間      | 期間      | メイン   | メイン   | メイン   | メイン   | メイン     | アシスタント | アシスタント | アシスタント | アシスタント | アシスタント |
| 期間      | 期間      | 月曜     | 火曜     | 水曜     | 木曜     | 金曜       | 月曜         | 火曜         | 水曜         | 木曜         | 金曜         |
| --------- | --------- | -------- | -------- | -------- | -------- | ---------- | ------------ | ------------ | ------------ | ------------ | ------------ |
| 1996.4.1  | 2001.3.30 | 鈴木俊光 | 鈴木俊光 | 鈴木俊光 | 鈴木俊光 | 鈴木俊光   | 笠野真理絵   | 笠野真理絵   | 笠野真理絵   | 笠野真理絵   | 笠野真理絵   |
| 2001.4.2  | 2002.3.29 | 渡辺敏之 | 渡辺敏之 | 渡辺敏之 | 渡辺敏之 | 渡辺敏之   | 笠野真理絵   | 笠野真理絵   | 笠野真理絵   | 笠野真理絵   | 笠野真理絵   |
| 2002.4.1  | 2003.3.31 | 田沼佳之 | 田沼佳之 | 田沼佳之 | 田沼佳之 | 田沼佳之   | 山田典子     | 山田典子     | 山田典子     | 山田典子     | 山田典子     |
| 2003.4.1  | 2005.4.1  | 鈴木俊光 | 鈴木俊光 | 鈴木俊光 | 鈴木俊光 | 若生哲旺   | 中野文恵     | 中野文恵     | 中野文恵     | 中野文恵     | 佐藤智恵子   |
| 2005.4.4  | 2006.3.31 | 鈴木俊光 | 鈴木俊光 | 鈴木俊光 | 鈴木俊光 | 若生哲旺   | 斉藤光子     | 斉藤光子     | 斉藤光子     | 斉藤光子     | 佐藤智恵子   |
| 2006.4.3  | 2007.9.28 | 若生哲旺 | 若生哲旺 | 若生哲旺 | 若生哲旺 | 佐々木淳吾 | 三浦貴子     | 三浦貴子     | 三浦貴子     | 三浦貴子     | 佐藤智恵子   |
| 2007.10.1 | 2008.3.28 | 若生哲旺 | 若生哲旺 | 若生哲旺 | 若生哲旺 | 佐藤修     | 三浦貴子     | 三浦貴子     | 三浦貴子     | 三浦貴子     | 佐藤智恵子   |
| 2008.3.31 | 2008.9.30 | 若生哲旺 | 若生哲旺 | 若生哲旺 | 若生哲旺 | 若生哲旺   | 三浦貴子     | 三浦貴子     | 三浦貴子     | 三浦貴子     | 佐藤智恵子   |
| 2008.10.1 | 2010.4.2  | 根本宣彦 | 根本宣彦 | 根本宣彦 | 根本宣彦 | 根本宣彦   | 三浦貴子     | 三浦貴子     | 三浦貴子     | 佐藤智恵子   | 佐藤智恵子   |
| 2010.4.5  | 2013.3.29 | 根本宣彦 | 根本宣彦 | 根本宣彦 | 根本宣彦 | 根本宣彦   | 三浦貴子     | 長田洋子     | 長田洋子     | 佐藤智恵子   | 佐藤智恵子   |
| 2013.4.1  | 2014.3.31 | 根本宣彦 | 根本宣彦 | 根本宣彦 | 根本宣彦 | 根本宣彦   | 菊地舞美     | 菊地舞美     | 長田洋子     | 佐藤智恵子   | 佐藤智恵子   |
| 2014.4.1  | 2014.9.26 | 根本宣彦 | 根本宣彦 | 根本宣彦 | 根本宣彦 | 根本宣彦   | 長田洋子     | 長田洋子     | 佐藤智恵子   | 佐藤智恵子   | 佐藤智恵子   |
| 2014.9.29 | 2015.3.27 | 根本宣彦 | 根本宣彦 | 根本宣彦 | 飯野雅人 | 飯野雅人   | 長田洋子     | 長田洋子     | 佐藤智恵子   | 佐藤智恵子   | 佐藤智恵子   |
| 2015.3.30 | 2016.4.1  | 根本宣彦 | 根本宣彦 | 飯野雅人 | 飯野雅人 | 飯野雅人   | 長田洋子     | 長田洋子     | 佐藤智恵子   | 佐藤智恵子   | 佐藤智恵子   |
| 2016.4.4  | 2017.3.31 | 松尾武   | 松尾武   | 飯野雅人 | 飯野雅人 | 飯野雅人   | 長田洋子     | 長田洋子     | 佐藤智恵子   | 佐藤智恵子   | 佐藤智恵子   |
| 2017.4.3  | 2020.9.30 | 松尾武   | 松尾武   | 松尾武   | 守屋周   | 守屋周     | 長田洋子     | 長田洋子     | 佐藤智恵子   | 佐藤智恵子   | 佐藤智恵子   |
| 2020.10.1 | 2021.9.30 | 松尾武   | 松尾武   | 松尾武   | 松尾武   | 根本宣彦   | 三浦菜摘     | 三浦菜摘     | 三浦菜摘     | 野口美和     | 野口美和     |
| 2021.10.1 | 2022.7.1  | 松尾武   | 松尾武   | 松尾武   | 松尾武   | 根本宣彦   | （不在）     | （不在）     | （不在）     | （不在）     | （不在）     |
| 2022.7.4  | 2023.3.31 | 守屋周   | 守屋周   | 守屋周   | 根本宣彦 | 根本宣彦   | （不在）     | （不在）     | （不在）     | （不在）     | （不在）     |
| 2023.4.3  | 2023.9.29 | 松尾武   | 松尾武   | 松尾武   | 根本宣彦 | 根本宣彦   | （不在）     | （不在）     | （不在）     | （不在）     | （不在）     |
| 2023.10.2 | 2025.3.28 | 坂寄直希 | 玉置佑規 | 玉置佑規 | 根本宣彦 | 根本宣彦   | （不在）     | （不在）     | （不在）     | （不在）     | （不在）     |
| 2025.3.31 | 現在      | 飯野雅人 | 飯野雅人 | 根本宣彦 | 根本宣彦 | 村上晴香   | （不在）     | （不在）     | （不在）     | （不在）     | （不在）     |

## 番組コーナー

### タイムテーブル
2025年4月現在
カッコ内の時間は一部のコーナー（「お早うニュースネットワーク」）が定時通りである以外は、目安の時間帯であり、進行状況により若干前後する。
- 6:30 - オープニング
- 6:37 - モーニングヘッドライン
- 6:47 - tbcアサイチ天気
- 7:00 - tbcニュース
- 7:05 - 天気予報
- 7:10 - お早う!ニュースネットワーク
- 7:24 - tbcアサイチ交通情報[5]
  - 2025年4月1日から放送開始[3]。
- 7:28 - tbc通勤情報
  - JR、地下鉄、高速バス、航空便の情報。この時間は日本道路交通情報センターには繋がない。
- 7:30 - ヘッドラインニュース
- 7:33 - モーニングスコープ
  - 注目ニュースをコメンテーターが解説する。後半約3分間「けさのコラム」。
  - 2011年4月より震災関連情報に差し替えしていたが、同年9月より通常に戻した。2025年3月末までは7:08頃に放送していた[3][6]。
- 7:44 - 芸能通
- 7:46 - tbc交通情報[5]
- 7:48 - 河北新報ニュース
- 7:54 - 天気予報

この他に
お疲れ様ですアリナミンが7:40頃（4月 - 9月）
仙台市冬道情報が6:55頃（12月 - 3月）
にそれぞれ放送される。

### 過去
- ロッテ僕の作文・私の作文
- 朝の歳時記
- 日産ビジネスサポートトピックス
- モーニング・カフェ
- Goodモーニング8:30（ラジオカーリポート）
- お父さん・お母さんへの手紙（上記の「朝の歳時記」の後継番組。ただし、TBCラジオでは2006年4月にネットを開始）
- 今日のプチ占いリターンズ
- 今日のプチ占い
- 朝いちレポート
- 天気で元気
  - TBC気象台・佐藤正則（月曜 - 水曜）、上原諒（木曜、金曜）両気象予報士による生解説。
- あさから![7]
  - （月曜）今週のプチ占い
  - （火曜）あさいちリポート
  - （水曜）音楽クイズ
  - （木曜）Goodなランキング
  - （金曜）川柳
- ライフインフォメーション（震災関連情報）
- デイクリック
  - （月曜）「TBC週刊地震防災セミナー」
  - （火曜）共同通信クロストーク（一般社団法人共同通信社の本部＜本社＞・仙台支社の記者）
  - 第1・3（水曜）芸能情報（芸能リポーター・長谷川まさ子）
  - 第2・4（水曜）「ベジフル通信」（日本ベジフルアナウンサー協会員のフリーアナウンサーが野菜や果物の情報・魅力を伝える）　
  - 第5（水曜）音楽特集
  - 第1・3（木曜）「おすすめ映画情報」（映画評論家　襟川クロ）
  - 第2・4・5（木曜）「スポーツ情報」スポーツコメンテーターが登場
  - 第1・3・5（金曜）「温泉情報」（温泉愛好家のミュージシャン・橋元成朋）
  - 第2・4（金曜）ペットにまつわるエトセトラ（ペットショップさまん・佐藤広行）
    - 2011年4月より震災関連情報に差し替えしていたが、6月より通常に戻した。
- JFマリンバンク海の天気予報
- 日本全国8時です - 放送時間短縮により単独番組となる。
- 武田鉄矢・今朝の三枚おろし - 放送時間短縮により単独番組となる。
- 歌のない歌謡曲 - 2023年9月29日まで放送。放送終了時点で全ての曜日で増子華子が担当していた。
- ENEOSプレゼンツ あさナビ - 2014年4月開始。2016年3月から2019年4月改編まで中断期間を挟んでたが2023年10月改編で打ち切り。
- 朝刊拾い読み
  - 「En∞Voyage」内（9:15頃）で放送
- SUZUKIハッピーモーニング 羽田美智子のいってらっしゃい
  - 2020年10月改編で単独番組化。2023年10月改編で再び本番組に内包、冠スポンサーのスズキの降板に伴い2025年3月31日をもってネット終了。
- TBCアサイチ体操
- 畑中秀哉の情報宝島
  - ニッポン放送（NRN）「お早うネットワーク」の裏送り番組。2014年3月まで7:15頃から放送していたが、翌4月からその時間帯に「ENEOSプレゼンツ あさナビ」のネットを開始するのに伴って企画ネット扱いに変更された（ただし、「あさナビ」を中断していた2016年3月28日から2019年3月29日までは「情報宝島」を放送）。2023年10月2日より再開。「お早う!ニュースネットワーク」の放送に伴って終了

## 東日本大震災の対応
- 東日本大震災の影響で2011年3月14日 - 3月25日まで特別番組を編成したために番組は休止。2011年3月28日より放送再開したが、「あさから!」、「ニュースクローズアップ」、「デイクリック」は震災生活関連情報に差し替えとなった。